# Barentsia conferta
Barentsia conferta — вид внутрішньопорошицевих тварин родини Barentsiidae. Це колоніальні організми, що поширені вздовж тихоокеанського узбережжя Північної Америки.